# Loredana Nusciak
Loredana Nusciak (Triëst, 3 mei 1942 – aldaar, 12 juli 2006) was een Italiaanse actrice en model.

## Biografie
Nusciak werd geboren als Loredana Cappelletti op 3 mei 1942 in Triëst. In 1959 won ze de schoonheidswedstrijd "Miss Trieste", terwijl ze nog op de middelbare school zat.
Na haar filmdebuut in Una vita difficile (1961) verwierf Nusciak in de jaren zestig enige populariteit dankzij haar rollen in spaghettiwesterns als L'uomo che viene da Canyon City (1965) en Django (1966). Vanaf de jaren zeventig was ze nog maar sporadisch te zien in een handvol films. Naast haar filmcarrière was ze ook zeer actief in fotostrips.
In 1965 ontmoette ze haar latere echtgenoot acteur Gianni Medici, met wie ze getrouwd bleef tot haar dood. Ze overleed op 12 juli 2006 in haar thuisstad Triëst op 64-jarige leeftijd aan een ongeneeslijke ziekte.